# Andricus rufus
Andricus rufus är en stekelart som först beskrevs av Thomson 1877.  Andricus rufus ingår i släktet Andricus, och familjen gallsteklar. Arten är reproducerande i Sverige.